# Катарина Гардијан
Катарина Ина Гардијан (Београд, 26. новембар 1992) српска је поп-фолк певачица.

## Биографија
Катарина Гардијан је рођена 26. новембра 1992. године у Београду. Од своје осамнаесте године наступа са својим бендом по регији. Студент је музичке академије у Београду. Са деветнаест година је учествовала у "Првом гласу Србије", а у сезони 2013/14 и у музичком такмичењу "Звезде Гранда".
Године 2016, Катарина је снимила свој први сингл са називом "Опрез". У 2017. години снимила је спот за баладу "Ове ноћи". Затим, исте године избацила је песме "24 дана" и "Зла краљица" за које је снимила провокативне спотове у сарадњи са Red Cartel Music. Прве сарадње је имала са Кристијаном Тудором и песмом "Ако нисам хтела", а Инин највећи успех до сада је песма са Миланом Станковићем која се зове "Све што не смемо".
У јуну 2018, Ина је најавила ЕP који се зове "Прва дама" у сарадњи са IDJ продукцијом. Објављене су песме "Откидам" и "Дођи". Потом је објавила и насловну нумеру "Прва дама".

## Дискографија

### EP
- Прва дама (2018)

### Видеографија
| Спот             | Година | Режисер             |
| ---------------- | ------ | ------------------- |
| Опрез            | 2016.  | TOXIC ENTERTAINMENT |
| Ове ноћи         | 2017.  | TOXIC ENTERTAINMENT |
| 24 дана          | 2017.  | TOXIC ENTERTAINMENT |
| Зла краљица      | 2017.  | TOXIC ENTERTAINMENT |
| Ако будем хтела  | 2017.  | TOXIC ENTERTAINMENT |
| Све што не смемо | 2017.  | TOXIC ENTERTAINMENT |
| Откидам          | 2018.  | NN Media            |
| Доћи             | 2018.  | NN Media            |
| Прва дама        | 2018.  | NN Media            |
| Крила сломљена   | 2021.  | Душан Јауковић      |
| Калибар          | 2022.  | Ведад Јашаревић     |

### Синглови
- Опрез (2016)
- Ове ноћи (2017)
- 24 дана (2017)
- Зла краљица (2017)
- Ако будем хтела (са Кристијаном Тудором) (2017)
- Све што не смемо (са Миланом Станковићем) (2017)
- Откидам (2018)
- Доћи (2018)
- Прва дама (2018)
- Крила сломљена (2021)
- Калибар (2021)